# Гроб
Гроб (домови́на, саркофаг) — продолговатый ящик, в котором обычно хоронят в земле мёртвое тело человека или животных.
Поначалу для погребения человека в некоторых краях (странах) использовали долблёные из дерева, затем сколоченные из досок гробы, затем их стали красить, лакировать и даже обивать тканью, как любую мебель. Также гробы могут быть картонные (разовые) или каменные.
На данный момент гробы бывают деревянными (из различных пород и сортов дерева), реже металлическими или цинковыми, пластмассовыми, а также сейчас начинают набирать популярность биоразлагаемые гробы.
Специалист по изготовлению гробов — гробовщик, ранее употреблялись термины «грободел» и «гроботёс».
Шуточно и иносказательно гроб иногда называется деревянный тулуп, отсюда поговорки: «И деревянный тулуп по мерке шьют», «Молился б Богу, да просил себе деревянного тулупа!». Также для обозначения гроба используется другое выражение — деревянный макинтош, увековеченное в фильме «Операция „Ы“ и другие приключения Шурика»: «Скоро на тебя наденут деревянный макинтош, и в твоём доме будет играть музыка. Но ты её не услышишь!». Гроб упоминался и в загадках: «Домок в шесть досок?».

## История
Слово «гроб» — общеславянское и имеет первоначальное значение «яма», «могила».
В современном смысле этого слова гробы известны в Европе с бронзового века. Как правило, археологические находки гробов чаще всего фиксируются в Западной, Центральной и Северной Европе — в ареале обитания протогерманцев и протобалтославян, а также скифских курганах Средней Азии и Северного Причерноморья. Они представляют собой выдолбленные из ствола дерева ящики с нишей для тела. В частности, в таком гробу была похоронена т. н. «Девушка из Эгтведа» (Дания), находка датируется XIII в. до н. э. Другой примечательной находкой является т.н. «Укокская принцесса» — тело знатной женщины, принадлежащей к пазырыкской культуре (считается, что её носители в этническом плане были скифами-саками), обнаруженное на Алтае в 1993 году. Долблёные гробы были известны и на Руси, где для их обозначения использовалось слово «колода». Изготовление гробов-колод было очень трудоёмким и затратным, поэтому на Руси его зачастую изготавливали заранее. До смерти домовины служили ящиками для хранения зерна, сундуками и т.п. Ходила поговорка: «Дом строй, а домовину ладь».
В Древнем Риме, помимо каменных саркофагов, использовались гробы из свинцовых листов, запаивавшиеся снаружи и, вероятно, помещавшихся в раскрашенные деревянные. Крышки таких гробов нередко украшались раковинами, являвшимися у римлян погребальным символом. Среди археологических находок данных гробов в них чаще всего встречаются останки молодых людей и маленьких детей (так, в 2019 году в британском графстве Суррей было обнаружено древнеримское погребения с двумя свинцовыми гробами: в одном был захоронен младенец возрастом предположительно 6 месяцев, а в другом — взрослый человек). Из-за дороговизны свинца, в таких гробах, возможно, хоронили обеспеченных людей.
В дохристианский период у восточных славян умершего опускали в могилу, выкопанную в земле в виде большого сруба, клали туда его одежду, съестные припасы, сосуды с напитками и чеканную монету, а затем закладывали могилу сверху, устанавливая небольшой навес. Именно подобные сооружения и назывались гробом. Самые ранние погребения подобного типа у славян датируются IV в., а в VI в. распространяется практика засыпать данные погребения землёй. Аналогичные погребения присутствовали и у древних скандинавов. К раннему средневековью среди принявших христианство народов Европы для захоронения упокоенных в землю стали применять деревянные гробы. На Руси гроб иначе назывался домовиной. Также словом «домовина» обозначались надмогильные сооружения в виде небольшого сруба с двухскатной крышей, строившиеся преимущественно на Русском Севере.
Изначально для погребения использовали деревянные простые гробы, как изготавливавшиеся из досок (на Руси изготавливали так и прямоугольные, так и трапециевидные), так и колоды (на Руси зафиксированы следующие виды гробов-колод: прямоугольные, трапециевидные (широкие у головы, и сужающие у ног, крышки таких гробов были плоскими, килевидными и треугольными в сечении и сводчатыми, круглыми в сечении), антропоморфные (повторяющие силуэт человека), с закруглённой головной частью и даже в виде лодок). Однако археологи находят в средневековых погребениях немного следов дерева, подверженных гниению и деформации. Вероятно, помимо погребения в гробах, практиковалось положение тела непосредственно в могильную яму или в углубление в камне, затем прикрывая тело черепицами. Феодалов погребали в каменных саркофагах (в Западной Европе нередко украшенных эффигиями, изображениями умерших в полный рост в виде барельефа или статую), куда тело помещалось либо в деревянном или металлическом гробу (например, Елизавета Йоркская, дочь английского короля Эдуарда IV и жена Генриха VII была захоронена в свинцовом гробу с деревянной обшивкой, удалённой впоследствии для изготовления гроба её праправнука, Якова I), либо без него. На Руси также существовала традиция изготовления каменных гробов. Так, например, для XIV века характерна форма каменных гробов, широких в головной части и сужающихся к ногам. Также известны находки каменных гробов с нишей для тела и головы, вырубленной прямо в камне (известны также и в Западной Европе), а также антропоморфные, ладьевидные и обладающие скруглённой головной частью.
К XVII веку в Русском царстве складывается ремесло, связанное с изготовлением гробов. Самым распространённым материалом для изготовления являлся дуб, и по одной из версии, именно из-за этого возник «дать дуба» для обозначения смерти кого-либо. В 1705 году Пётр I ввёл налог на изготовление дубовых гробов в целях искоренения традиций и экономии дерева для постройки флота. Впоследствии, в 1723 году издаётся указ «О неделании дубовых гробов», а вскоре под запрет попали и сосновые гробы. В итоге разрешалось изготавливать гробы только из еловых досок, поскольку они были дёшевы, а изготовление долблёных было запрещено. После смерти Петра I гробы-колоды вновь начали изготавливаться. Старообрядцы, сохранившие немало допетровских обычаев и традиций, изготавливали гробы-колоды до середины XX века. Кроме того, у них не принято обивать гроб ни изнутри, ни снаружи, а вместо гвоздей используются деревянные чопики или скрепления по типу ласточкиного хвоста. Старообрядцы осуждают крепление креста на крышку гроба, считая это кощунством.

## Описание
Гроб представляет собой ящик прямо- или шестиугольной формы (с сужением у ног), обладающий крышкой, нередко бывает обшит материалом внутри (чаще всего белым), а в странах Восточной Европы и в том числе России — снаружи (чаще всего красным, хотя возможны и другие цвета, в качестве обивки используются такие ткани, как ситец, шелк, атлас и бархат). Может быть украшен рюшем, глазетом и т.п. Если поверхность гроба деревянная, то она может полироваться.
Гробы делают на 8 — 9 сантиметров выше роста покойного, потому что тело после смерти вытягивается.
В последнее время в России наряду с однокрышечными гробами употребляются двухкрышечные гробы, в которых нижняя крышка, как правило, остаётся все время закрытой, а верхняя крышка открывается для прощания. Кроме того, наряду с гробами, обитыми тканями, получают распространение полированные гробы, к которым и относятся двухкрышечные. Как правило, такие гробы приобретаются людьми, заранее готовящимся к похоронам.
Если говорить о многочисленной группе православных христиан, то их гробы имеют прямоугольную форму, но к ногам она сужается. Этот вариант называется четырехгранным.
Внешне от православного гроба отличается христианский католический. Его называют шестигранным из-за особенной конфигурации. Это прямоугольник, имеющий довольно узкое изголовье, а также изножье, но при этом расширенную часть в области плеч.
Также в православии во время отпевания гроб должен быть открыт полностью, и соответственно, должен быть полностью виден саван.
В русских церковных текстах «гроб» (вслед за церковнославянским языком) означает не ящик для тела, как в современном языке, а гробницу или могилу. В частности, в синодальном переводе Библии «во гробе» означает «в погребальной пещере» (по восточному обычаю). До сих пор такое значение употребляется в названии храм Гроба Господня («храм в честь места, где был погребён Христос»).

## Разновидности гробов
- Цинковый гроб
- Безопасный гроб

## Галерея
- Гроб немецкого инквизитора Иоганна Тецеля (ум. 1519), в ответ на высказывание которого Мартин Лютер вывесил свои 95 тезисов в Виттенберге. Церковь Св. Николая в Йютербоге
- Погребение в пещере Бангао (пещера) (Филиппины), гробы в половину длины тела умершего
- Раннесредневековый гроб-колода, обнаруженный в Оберфлахте (Баден-Вюртемберг, Германия)
- Гроб в часовне в городе Хеслехольм (Швеция) во время отпевания
- Средневековый каменный гроб в Великобритании (графство Уилтшир)